# Campeonato Africano de Atletismo de 2012 - Salto triplo masculino
A prova do salto triplo masculino do Campeonato Africano de Atletismo de 2012 foi disputada no dia 30 de junho de 2012 no Estádio Charles de Gaulle em Porto Novo,  no Benim. 

## Recordes
Antes desta competição, os recordes mundiais e do campeonato nesta prova eram os seguintes:
|                       | Nome             | Nacionalidade | Distância | Local      | Data                 |
| --------------------- | ---------------- | ------------- | --------- | ---------- | -------------------- |
| Recorde mundial       | Jonathan Edwards | Reino Unido   | 18m 29 cm | Gotemburgo | 7 de agosto de 1995  |
| Recorde do campeonato | Andrew Owusu     | Gana          | 17m 23cm  | Dakar      | 19 de agosto de 1998 |
| Recorde africano      | Tarik Bouguetaïb | Marrocos      | 17m 37cm  | Khémisset  | 14 de julho de 2007  |

## Medalhistas
| Ouro            | Prata            | Bronze                   |
| Tosin Oke (NGR) | Issam Nima (ALG) | Hugo Mamba-Schlick (CMR) |

## Cronograma
Todos os horários são locais (UTC+1).
| Data        | Hora  | Evento |
| ----------- | ----- | ------ |
| 30 de junho | 16:00 | Final  |

## Resultado final
| Posição           | Atleta             | Nacionalidade      | #1     | #2    | #3    | #4     | #5    | #6    | Resultados | Notas |
| ----------------- | ------------------ | ------------------ | ------ | ----- | ----- | ------ | ----- | ----- | ---------- | ----- |
| Medalha de ouro   | Tosin Oke          | Nigéria            | 16.21  | 15.59 | 16.54 | 16.74w | 16.98 | –     | 16.98      |       |
| Medalha de prata  | Issam Nima         | Argélia            | 16.37  | 15.62 | x     | 16.30  | 16.69 | 16.69 | 16.69      |       |
| Medalha de bronze | Hugo Mamba-Schlick | Camarões           | 16.25  | 16.07 | 14.77 | 16.01  | 16.08 | 16.34 | 16.34      |       |
| 4                 | Tarik Bouguetaïb   | Marrocos           | 15.37w | 16.19 | 16.02 | 15.97  | x     | 16.29 | 16.29      |       |
| 5                 | Elijah Kimitei     | Quênia             | 15.79  | 15.77 | 16.04 | 16.28  | 15.68 | 16.26 | 16.28      |       |
| 6                 | Roger Haitengi     | Namíbia            | 15.61  | x     | 15.87 | x      | x     | 15.64 | 15.87      |       |
| 7                 | Ammr Shouman       | Egito              | 15.55  | 15.81 | 15.58 | 15.76  | 15.66 | 15.73 | 15.81      |       |
| 8                 | Mamadou Chérif Dia | Mali               | 14.59  | 15.69 | 15.64 | 15.48  | 15.09 | x     | 15.69      |       |
| 9                 | Sewa Sourou        | Benim              | 15.01  | 15.46 | 15.50 |        |       |       | 15.50      |       |
| 10                | Tumelo Thagane     | África do Sul      | 14.56  | x     | 15.21 |        |       |       | 15.21      |       |
| 11                | Jason Sewanyana    | Uganda             | 15.04w | x     | x     |        |       |       | 15.04w     |       |
| 12                | Romeo N'tia        | Benim              | x      | x     | 14.93 |        |       |       | 14.93      |       |
| 13                | Ali Hasen          | Líbia              | 14.38  | 14.05 | 13.93 |        |       |       | 14.38      |       |
| 14 !              | Diamama Mdamba     | República do Congo | x      | x     | x     |        |       |       | NM         |       |
| 14 !              | Tuan Wreh          | Libéria            |        |       |       |        |       |       | DNS        |       |

Legenda
| Recorde mundial       | Recorde mundial (World record)               |                       | Recorde africano                      | Recorde africano (African) |                                           | Q | Classificado por posição (Qualified) |
| Recorde do campeonato | Recorde do campeonato (Championship record)  | Recorde da América    | Recorde da América (Americas)         | q                          | Classificado por melhor tempo (Qualified) |   |                                      |
| Melhor marca do ano   | Melhor marca do ano (World leading)          | Recorde asiático      | Recorde asiático (Asian)              | DNS                        | Não largou (Did not start)                |   |                                      |
| Recorde nacional      | Recorde nacional (National record)           | Recorde europeu       | Recorde europeu (European)            | DNF                        | Não terminou (Did not finish)             |   |                                      |
| Recorde pessoal       | Recorde pessoal do atleta (Personal best)    | Recorde da Oceania    | Recorde da Oceania (Oceania)          | DSQ / DQ                   | Desclassificado (Disqualified)            |   |                                      |
| Recorde da temporada  | Recorde da temporada do atleta (Season best) | Recorde sul-americano | Recorde sul-americano (South America) | NM                         | Sem marca (No mark)                       |   |                                      |